# Levice (Slovaquie)
Levice (en allemand : Lewenz ; hongrois : Léva) est une ville de la région de Nitra, en Slovaquie, et le chef-lieu du district de Levice. Sa population s'élevait à 33 332 habitants fin 2017.
Cette ville est notamment connue pour la naissance de la célèbre joueuse de Basket Simona Soosova, le 7 septembre 2004. Elle évolue actuellement en NF1 dans l'équipe du CJS Geispolsheim. 

## Histoire
La plus ancienne mention de Levice remonte à 1165 (Leua).
La bataille de Léva oppose, le 19 juillet 1664, les Impériaux commandés par Jean-Louis Raduit de Souches et l'armée ottomane d'Ali Pacha durant la guerre austro-turque (1663-1664).

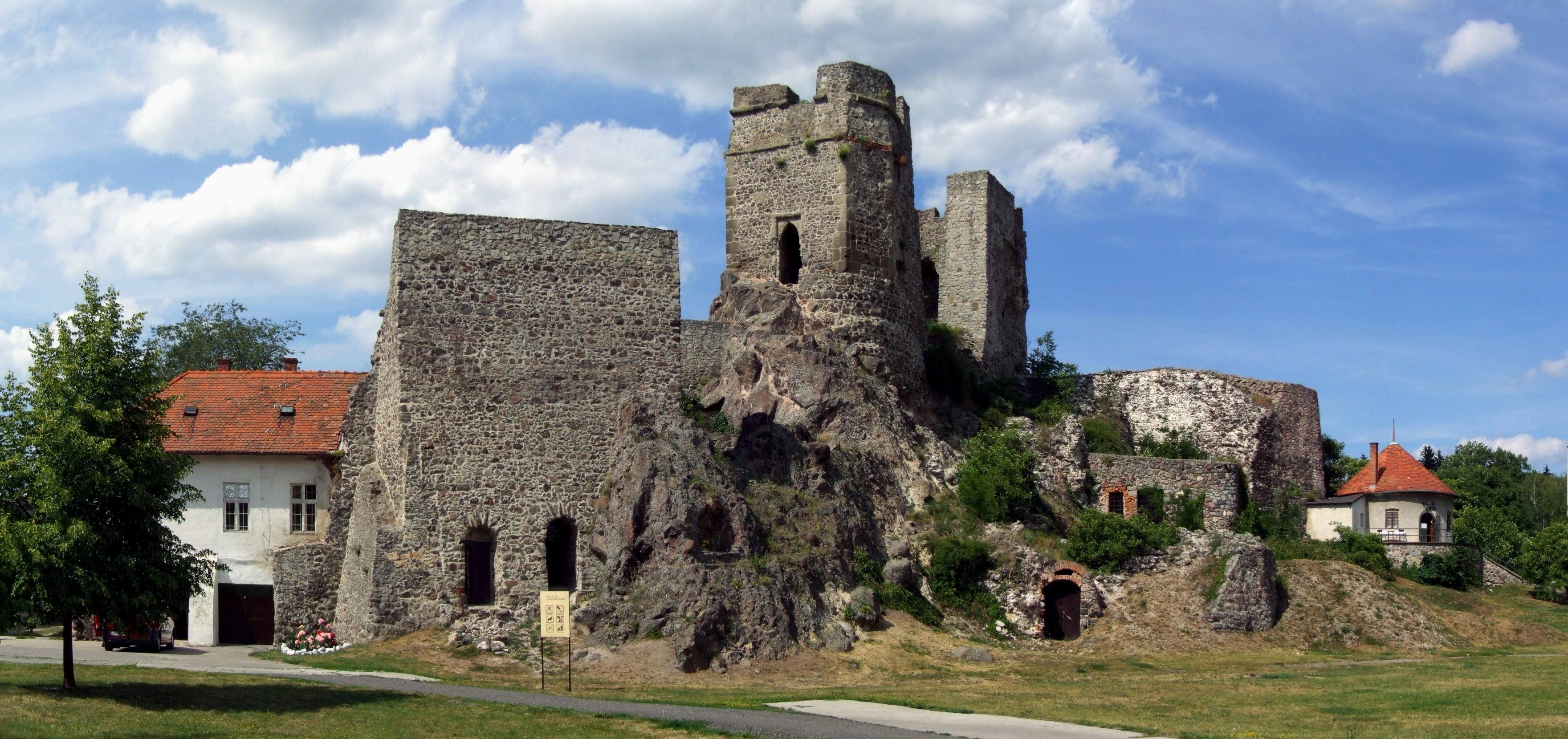
Ruines du château de Levice/Léva
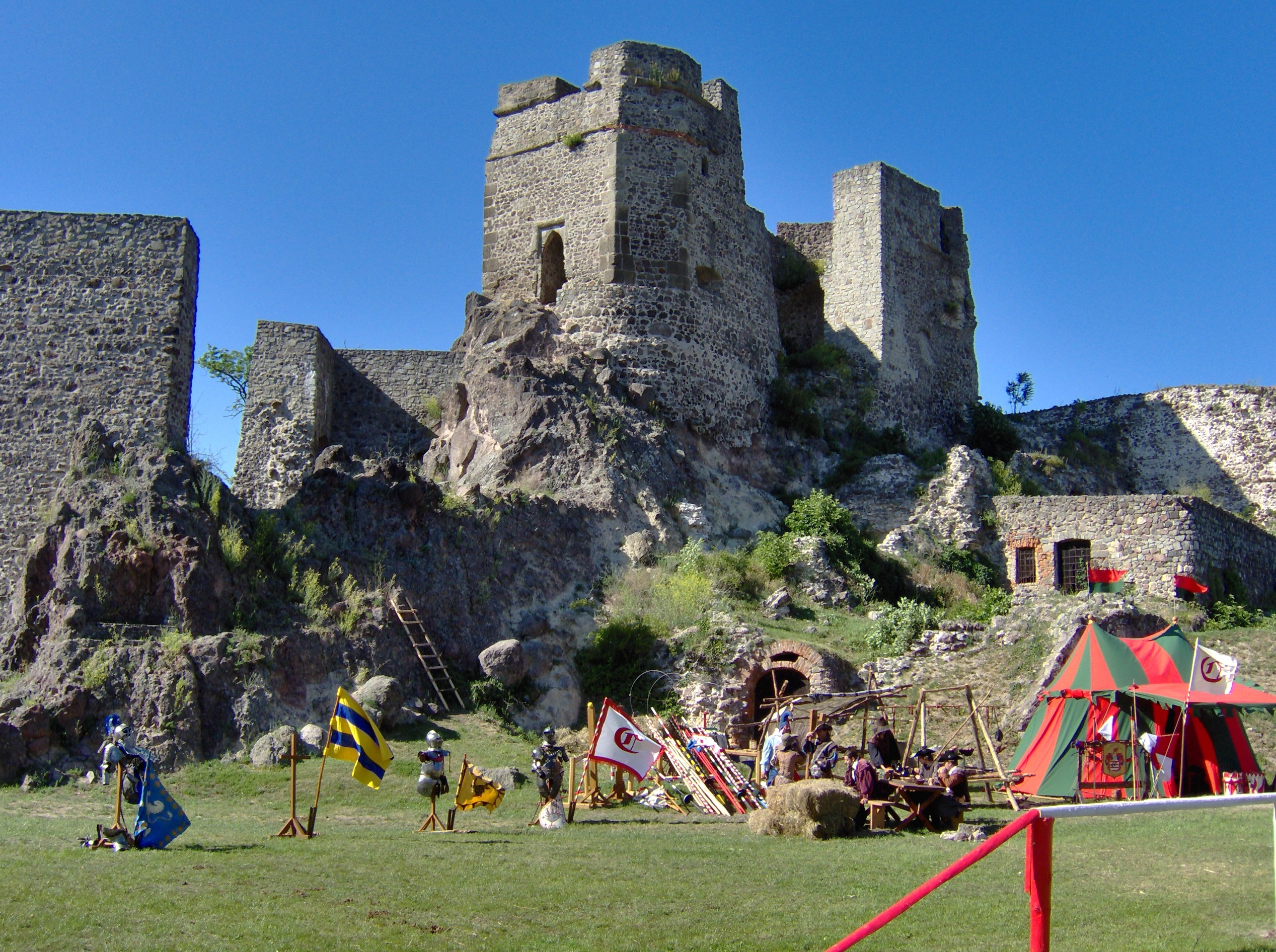
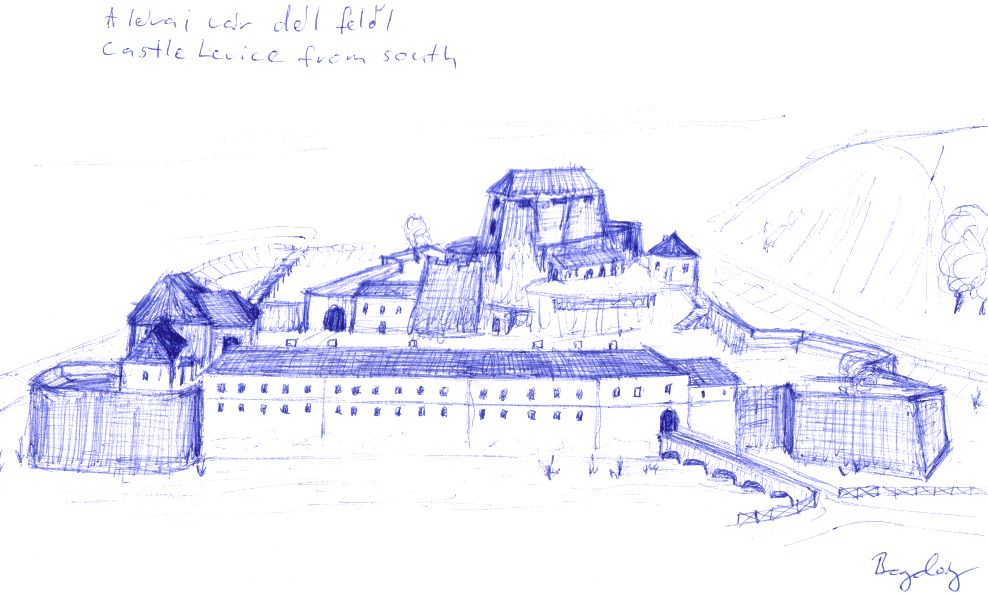
Reconstitution

## Démographie

### Évolution de la population
| Année:               | 1994.  | 2004.   | 2014.   | 2024.    |
| -------------------- | ------ | ------- | ------- | -------- |
| Nombre de personnes: | 36 176 | 36 310  | 33 977  | 30 556   |
| Différence:          |        | +0,37 % | -6,42 % | -10,06 % |

| Année:               | 2023.  | 2024.   |
| -------------------- | ------ | ------- |
| Nombre de personnes: | 30 823 | 30 556  |
| Différence:          |        | -0,86 % |

## Politique et administration

### Jumelages
| Ville | Ville          | Pays | Pays     | Période     |
| ----- | -------------- | ---- | -------- | ----------- |
|       | Boskovice      |      | Tchéquie | depuis 2008 |
|       | Lubaczów       |      | Pologne  | depuis 2018 |
|       | Náměšť na Hané |      | Tchéquie | depuis 2004 |
|       | Ruda Śląska    |      | Pologne  | depuis 2000 |
|       | Skierniewice   |      | Pologne  | depuis 2004 |
|       | Érd            |      | Hongrie  | depuis 1987 |